# Heterodera amygdali
Heterodera amygdali é um nematódeo patógeno de plantas do gênero Prunus.Sua distribuição é restrita, e até o ano de 1995 só foi relatado em Tajik.A espécie é também conhecida pelo nome popular nematódeo-do-cisto-de-amêndoa.